# Чайковський Богдан Андрійович

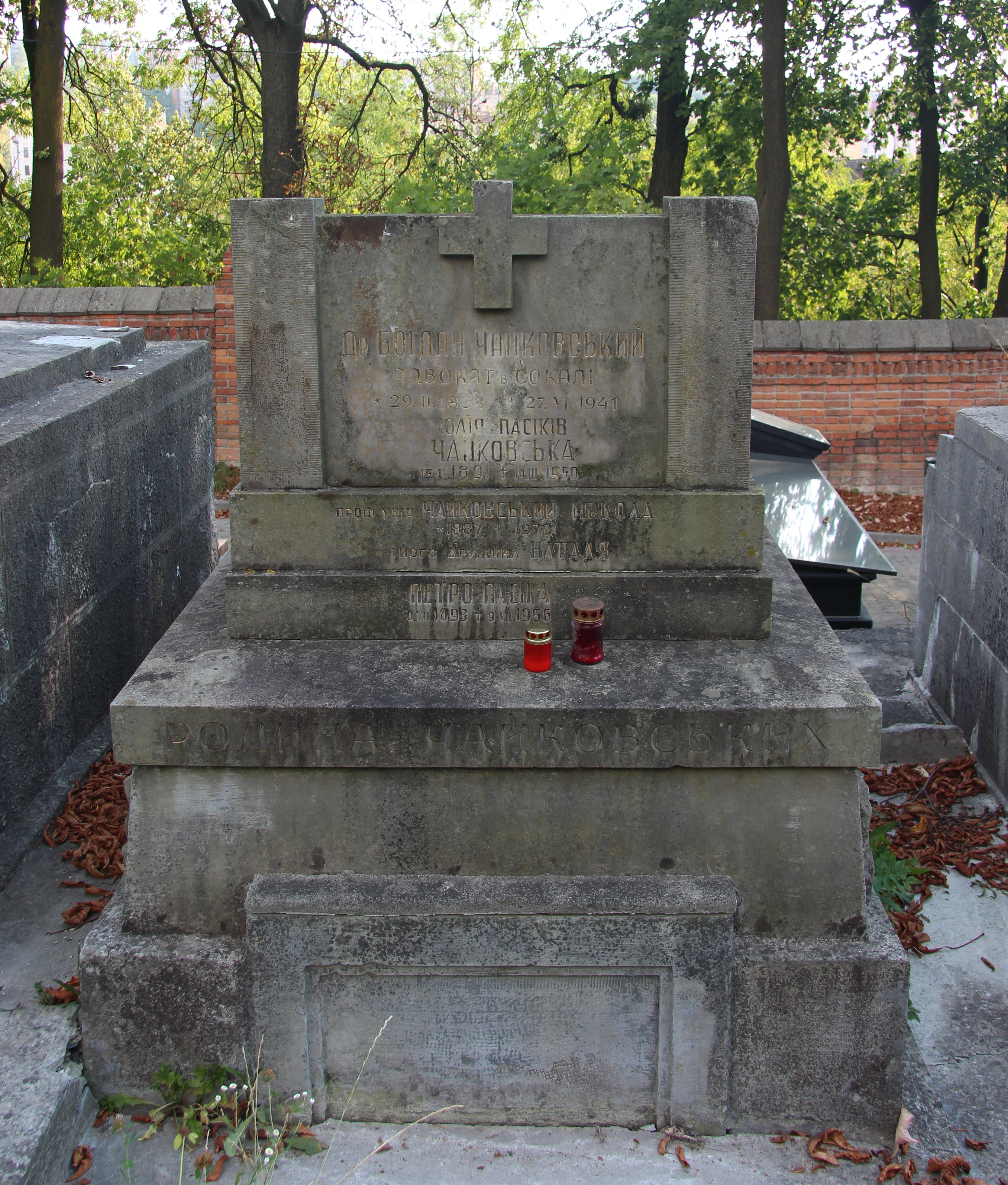

Богдан Андрійович Чайковський (29 лютого 1888, м. Бережани — 1941, м. Львів) — український правник, редактор, публіцист, диригент, громадський діяч. Син Андрія Яковича та Наталії, брат Андрія і Миколи Чайковських.

## Життєпис
Навчався в гімназіях у містах Бережани (від 1898; тут був членом таємного гуртка «Молода Україна», редактором гумористичних тижневиків «Муха», «Мітла», «Баба») і Перемишль (нині Польща;1906), на правничому факультеті університету в м. Краків (Польща), докторат здобув у Львівському університеті.
Працював адвокатом у м. Сокаль (нині Львівська, область),
1918—1919 — відповідальним редактором тижневика «Наддністрянські Вісти». Перебрався до м. Станиславів (нині Івано-Франківськ), де був редактором «Вісника державних законів» ЗУНР.
1920 —– адвокат у містах Коломия (нині Івано-Франківська обл.), Белз, містечку Підбуж (нині смт Дрогобицького району), від 1925 — в м. Сокаль (усі нині — Львівська область). Голова товариства «Просвіта» (1932—1937), організатор читалень та бібліотек, диригент міського хору, з яким виступав у селах повіту, організатор позашкільної освіти.
Від 1931 співпрацює з сокальським місячником «Змагання», 1936—1938 — двотижневиком «Голос з-над Буга». Його статті й правничі розвідки публікуються у львівських журналах «Аматорський театр», «Життя і Знання», «Бібліотечний порадник» газетах «Діло», «Вперед» (усі — м. Львів).
1928—1930 — ініціатор та учасник культурно-освітніх конференцій у населених пунктах Сокальського повіту.
У 1935 році Чайковського заарештувала поліція за підозрою в причетності до діяльності ОУН, згодом був звільнений. У середині 1930-х при філії «Просвіти» створив музей «Сокальщина» ім. А. Чайковського й очолив його.
У липні 1940 перебрався зі сім'єю до Збоїськ (нині належать до м. Львів); працював науковим співробітником Українського етнографічного музею у Львові. У червні 1941 року Чайковського заарештували органи НКВС, віднайшовши в музеї «Сокальщина» приховані Богданом Андрійовичем матеріали, що стосувалися Визвольних змагань.
Загинув від тортур у львівських «Бригідках», похований 2 липня 1941 року на Личаківському цвинтарі, поле № 70.